# 姜波 (サッカー選手)
姜 波（きょう は、ジャン・ボ、1982年1月25日 - ）は中華人民共和国遼寧省瀋陽市出身、元同国代表のプロサッカー選手。ポジションはゴールキーパー。

## 来歴
父がバスケットボールの選手、母が陸上競技の選手というスポーツ一家に生まれた。子供の頃は体が小さく、痩せていて、病気がちで胃腸も弱く、スポーツ系の遺伝子を引き継いでいるようには見えなかった。
1996年に地元遼寧宏遠のユースでサッカーを始めた。2002年、ユースは葫芦島宏運に名称を変更し、中国2部の甲級B組に昇格。葫芦島宏運はわずか1シーズンしか存在しなかったが、試合に貢献し、クラブの成績はシーズン終了時にB組6位だった。2003年、遼寧宏遠は葫芦島宏運をSVTグループに売却し、名称も南京有有足球倶楽部に変更。クラブの本拠地が江蘇省南京市に移ったため、同市に引っ越した。2006年まで南京有有に所属したが、その間クラブの成績は大きく振るわなかった。
2007年、中国1部の超級（スーパーリーグ）に昇格した杭州緑城に、二番手のキーパーとして移籍する。目覚ましい活躍をしたため、一番手のキーパーとなり、2008年シーズン終了時には計26試合の出場数となった。2009年にも一番手キーパーとしてプレーしたものの、杭州緑城の順位が最下位近くまで下がったため、監督の呉金貴が2010年シーズンの一番手キーパーを韓鋒に変えた。その年、スタメンに復活し、シーズン終了時にクラブがスーパーリーグ4位に上がるまで貢献、AFCチャンピオンズリーグ2011の出場権を獲得した。AFCチャンピオンズリーグでは全試合に出場した。
2012年に岡田武史が杭州緑城の監督に就任してからは、全試合に先発でフル出場した。

## 所属クラブ
- 葫芦島宏運 2002
- 南京有有 2003-2006
- 杭州緑城 2007-2014

→ 北京北体大足球倶楽部（期限付き移籍）
- 北京北体大足球倶楽部 2015-2016
- 河北精英足球倶楽部 2017
- 湖南湘涛足球倶楽部 2018